# فيليبي شابي
فيليبي شابي (22 يناير 1994 بسيتوبال في البرتغال - ) هو لاعب كرة قدم برتغالي في مركز الوسط. شارك مع منتخب البرتغال تحت 16 سنة لكرة القدم ومنتخب البرتغال تحت 17 سنة لكرة القدم ومنتخب البرتغال تحت 18 سنة لكرة القدم ومنتخب البرتغال تحت 19 سنة لكرة القدم. أما مع النوادي، فقد لعب مع سبورتينغ لشبونة ب وسبورتينغ لشبونة ونادي أونياو دا ماديرا.

## روابط خارجية
- فيليبي شابي على موقع قاعدة بيانات كرة القدم.إي يو (الإنجليزية)
- فيليبي شابي على موقع Soccerway.com (الإنجليزية)
- فيليبي شابي على موقع AS.com (الإسبانية)